# Annivita-(Zn)
L'annivita-(Zn) és un mineral de la classe dels sulfurs que pertany al subgrup de l'annivita.

## Característiques
L'annivita-(Zn) és un sulfur de fórmula química Cu₆(Cu₄Zn₂)ΣBi₄S₁₃. Va ser aprovada com a espècie vàlida per l'Associació Mineralògica Internacional en el mes d’abril de l'any 2024, i va ser publicada a la revista internacional Mineralogical Magazine per Jiří Sejkora et al. en el mes de novembre de 2024 amb el títol «Annivite-(Zn), Cu₆(Cu₄Zn₂)ΣBi₄S₁₃, from the Jáchymov ore district, Czech Republic: the first Bi-dominant member of the tetrahedrite group». Cristal·litza en el sistema isomètric. Segons la classificació de Nickel-Strunz pertany a «02.G - Nesosulfarsenits, etc. amb S addicional».
Les mostres que van servir per a determinar l'espècie, el que es coneix com a material tipus, es troben conservades a les col·leccions del departament de mineralogia i petrologia del Museu Nacional de Praga, a la República Txeca, amb el número de catàleg: P1P 50/2023, i al Museu d'Història Natural de la Universitat de Pisa (Itàlia), amb el número de catàleg: 20069.

## Formació i jaciments
Va ser descoberta a la mina Eliáš, situada al districte miner de Jáchymov, a les muntanyes Metal·líferes (República Txeca). Prèviament, el 1984 havia estat descrita a Vindfall, al comtat de Gävleborg (Suècia), sense haver-se arribat a identificar correctament fins que no va ser descrita quaranta anys més tard.
També ha estat descrita a les mines de Megala Pefka, a Lavreotiki (Grècia); així com a la mina Maurizi, situada al poble de Hřebečná, també com la localitat tipus a la regió de Karlovy Vary, i a la mina Anna, a la localitat de Příbram, a la regió de Bohèmia Central, sent aquestes dues regions també de Txèquia.